# 坎蒂什納 (阿拉斯加州)
坎蒂什納（英語：Kantishna）是位於美國阿拉斯加州迪納利自治市鎮的一個非建制地區。該地的面積和人口皆未知。

## 地理
坎蒂什納的座標為63°31′31″N 150°57′29″W / 63.52528°N 150.95806°W，而該地的平均海拔高度為517米（即1696英尺）。